# Colin Turnbull
Colin Woodbury Turnbull (Niterói, 10 de março de 1955 - Cachoeiras de Macacu, 20 de março de 1982) foi um multiesportista brasileiro, tendo defendido as seleções masculinas brasileiras de handebol e de rugby union e sido um raro atleta a defender o Brasil em dois esportes diferentes, sendo considerado um dos maiores do país nas duas modalidades.

## Trajetória
Seu pai era James "Jimmy" Turnbull, escocês que imigrou a Niterói na década de 1920, associando-se a clubes da comunidade britânica local. Em um deles, o Rio Cricket, começou a praticar rugby e tomou parte de jogos entre as seleções carioca e paulista deste esporte. Casou-se em 1938 com Helen, campeã carioca juvenil de tênis e praticante também de iatismo. Colin e seu irmão Ian Turnbull tiveram a influência doméstica para iniciarem-se no rugby e no Rio Cricket. Por dificuldades logísticas, o departamento de rugby do clube foi desmembrado em 1973, com residentes na cidade do Rio de Janeiro criando o Rio Rugby e os de Niterói fundando o Niterói Rugby. Esta equipe foi fundada na própria residência da família Turnbull, na véspera de natal, tendo nos irmãos Colin e Ian dois dos membros fundadores.
Em 1974, os irmãos Colin e Ian Turnbull então integraram o elenco do Niterói campeão da segunda divisão do Campeonato Brasileiro de Rugby XV. Nesse mesmo ano, Colin integrou uma seleção brasileira juvenil de rugby que disputou o campeonato sul-americano da categoria e também participou na Itália da Copa Latina de Handebol pela seleção brasileira desse esporte, no qual defendia o departamento do Flamengo.
No rugby, vieram depois títulos na primeira divisão em 1976 e em 1978 com o Niterói, tudo a despeito de dificuldades financeiras e da pequena quantidade de campos adequados. Em paralelo, Colin, formado em educação física, estreou pela seleção adulta de rugby em 1977. Seu trabalho como professor incluiu o ensinamento do rugby em diversas escolas de niteroienses, contribuindo para manter o Niterói Rugby como potência nacional ao longo da década de 1980. Em paralelo, deixou o handebol do Flamengo ao criar no Niterói um departamento deste esporte, no qual venceu o campeonato estadual em 1981, este em final contra o próprio Flamengo, derrotado por 13-12. Também no handebol em 1981, foi vice-campeão pan-americano com a seleção.
No rugby, Colin jogava como centro, com a camisa 13. Fez dupla celebrada com Pedro Cardoso, colega seu também no handebol desde os tempos de Flamengo  e um raro brasileiro convocado para a a seleção de rugby da América do Sul na época, os Jaguares. Ian, por sua vez, atuava como fullback, declarando que "era uma sensação fabulosa ver o Pedro e Colin avançando e passando a bola até, de forma totalmente surpreendente e inesperada, devido ao seu entendimento e entrosamento no handebol, segurar a bola de Rugby com uma mão e passar pelas costas, sem olhar. Era lindo de assistir". Em 2012, Ian também fez as seguintes declarações:
Não consigo lembrar do Colin apenas como jogador de Rugby, mas sim como um ser humano e atleta realmente fora de série e completo. Afirmo, porém, que tê-lo no time transmitia segurança, dedicação e certeza de uma competência esportiva responsável e de altíssimo comprometimento. No campo, os passes pelas costas, com uma mão, sem olhar, eram marcantes. As minhas lembranças dele são as mais felizes saudades imagináveis. O cenário do meu único sonho com ele, após seu falecimento, é de um treino de Rugby em que ele transmite paz e felicidade afirmando que "está numa boa". O amor dele pelos dois esportes só era superado pelo amor à vida. Destaco o amor às crianças sãs e deficientes, para as quais ele se dedicava profissionalmente e humanitariamente como professor de Educação Física e ser humano. A humildade do Colin era marcante, pois os colegas dele da Seleção de Handebol só vieram a saber que ele jogava na Seleção de Rugby através de publicações nos jornais.
Colin faleceu em acidente automobilístico aos 27 anos, com seu carro atingido por um caminhão. Seis dias depois, em sua homenagem o Niterói e a seleção carioca se enfrentaram (vitória niteroiense por 22-13); a Associação Brasileira de Rugby instituiu ainda em 1982 um troféu em seu nome oferecido ao melhor jogador da temporada; e o estádio Caio Martins, em Niterói, batizou de Colin Turnbull espaço reservado para handebol, futebol de salão e basquetebol. Outra homenagem na época veio em brindes escoceses que consistiam na quebra dos copos após o consumo da bebida, com o nome do atleta invocado ao invés do tradicional "viva o Rei da Escócia". A invocação seguida da quebra do copo foi inclusive praticada também pelo dono do restaurante onde a celebração foi feita, após este ter sido chamado na expectativa de que interrompesse os atos.
O ex-colega Pedro Cardoso, em triste coincidência, também viria a falecer em acidente de trânsito, em 1985. Em 2016, o sítio virtual Portal do Rugby passou a promover a "Taça Irmãos Turnbull", para ser disputada entre Niterói e SPAC, outro clube de origem britânica relacionado à família (por intermédio de Ian, que posteriormente defendeu o time paulistano).

## Títulos no Rugby
- Campeonato Brasileiro de Rugby XV - Segunda Divisão: 1974
- Campeonato Brasileiro de Rugby XV: 1976 e 1978

## Títulos no Handebol

### Flamengo
- Campeonato Carioca: 1977, 1978, 1979 e 1980

### Niterói
- Campeonato Carioca: 1981